# Шепеленко Іван Степанович
Шепеленко Іван Степанович (30 липня 1960, Перевальськ, Луганська область, УРСР) — заслужений тренер України з футболу, заслужений працівник фізичної культури і спорту України

## Життєпис
Шепеленко І.С. народився 30 липня 1960 р. у м.Перевальськ Луганської області.
Трудову діяльність починав у м.Кременчук Полтавської області. З 1978 по 1997 (з перервою) працював тренером-викладачем ДЮСШ, директором ДЮСШ, граючим тренером ФК Нафтохімік (Кременчук), а з 1991 р по 1997 р - президентом даного клубу. З 1988 по 1991 був граючим тренером, президентом міні-футбольного клубу «Синтез» (Кременчук). 
У 1990 році - тренером першої збірної СРСР з міні-футболу.
У 1997-1998 роках працював віце-президентом благодійного Фонду Анатолія Конькова «Підтримка розвитку дитячо-юнацького футболу України».
З 1998 по 2002 рік був тренером-керівником комплексної наукової групи, а з 2002 по 2004 рік віце-президентом ФК «Ворскла» Полтава. 
З 2004 по 2005 рік - спортивний директор Агентства «Інтер-футбол»
У серпні 2007 року в якості тренера виграв чемпіонат світу в складі студентської збірної України на 24 Всесвітній Універсіаді в м.Бангкок (Таїланд). 
У липні 2009 р в якості тренера збірної України став дворазовим чемпіоном світу серед студентів - переможцем  25 Всесвітньої Універсіади в м.Белград (Сербія). 
На сьогодняшній день є начальником відділу жіночого футболу УАФ. Відповідальний за всеукраїнські та міжнародні змаганя із футболу серед жіночих та дівочих команд.

## Нагороди
Указом № 3967 від 06.11.2007р Міністерства України у справах сім'ї, молоді та спорту було присвоєно звання «Заслужений тренер України». 
Нагороджений Почесною відзнакою - медаллю Федерації футболу України «За заслуги» (2009)
Указом Президента України № 1096/2011 від 01.12.2011р. присвоєно почесне звання «Заслужений працівник фізичної культури і спорту України».